# Einherjové

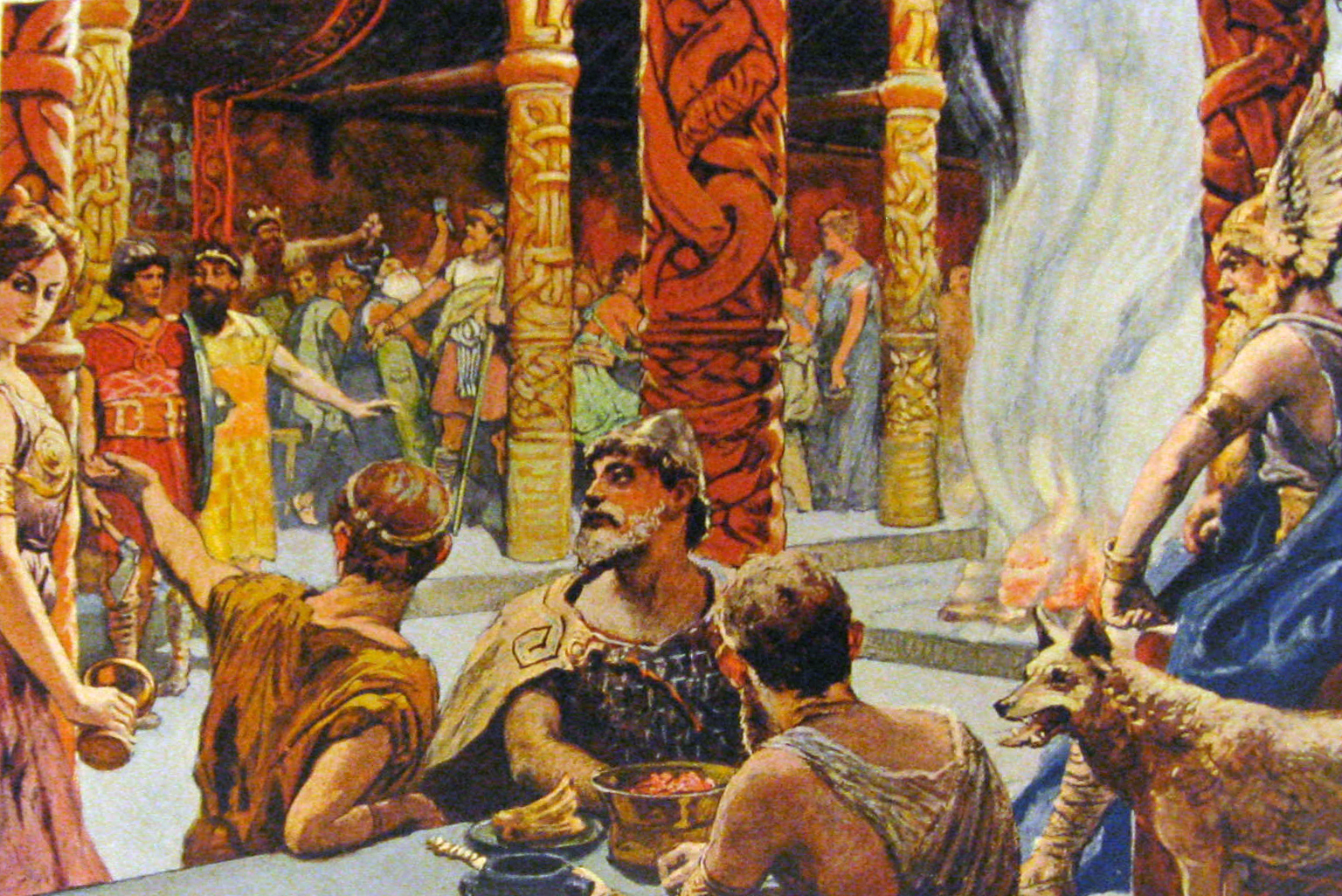
Einherjové s valkýrami a Ódinem sedícím vpravo na obrazu "Walhalla" od Emila Doeplera 1905.

Einherjové jsou v severské mytologii duše mrtvých bojovníků, kteří hrdinně zemřeli na bojišti. Shromažďují se ve Valhalle a jejich velitelem je Ódin. Až nastane ragnarök, vyjedou do poslední bitvy se silami zla.
Označuje duše válečníků, kteří zemřeli hrdinskou smrtí na bitevním poli. Nejčastěji je překládán jako „význačný válečník“ nebo také „ti, kteří jsou (nyní) v jediném (ve smyslu společném) vojsku“. To proto, že každý z těchto válečníků za svého pozemského života sloužil v mnoha armádách a bojoval v mnoha bitvách, ale teď jsou všichni v jediné – armádě mrtvých.
Duše mrtvých statečných válečníků (tedy einherjar) jsou vybírány valkýrami a nornou Skuld, které odnášejí jednu polovinu do Valhally (síně padlých), jež se nachází v Ásgardu (obdoba křesťanského nebe); druhou pak do Fólkvangru (Freyjiny síně), jež se také nachází v Ásgardu.